# 中华栝楼
中华栝楼（学名：Trichosanthes rosthornii）为葫芦科栝楼属下的一个种。